# Glasögonsångare
Glasögonsångare (Curruca conspicillata) är en tätting i familjen sylvior. Den förekommer huvudsakligen i sydvästra Europa och nordvästra Afrika, men även lokalt i östra Medelhavsområdet. IUCN kategoriserar den som livskraftig.

## Utseende och läte
Glasögonsångaren påminner om törnsångaren (Curruca communis) med rostfärgade vingar och hos hanen grått huvud, men är tydligt mindre (12–13 centimeter jämfört med 13–15 centimeter) och slankare. Den har också proportionellt större huvud, kortare handpenneprojektion, smalare näbb och är mer nervös i rörelserna. Hanen har tydligt gråsvart tygel och främre delen av kinden och bröstet är mörkare brunskärt. Honan är även den lik törnsångare, men har bredare rostbrunt på vingen. Från hona rödstrupig sångare skiljer den sig utöver detta genom kortare vinge och ljusare gulskära ben.
Lock- och oroslätet är ett ljust och torrt, drr som gärna förlängs i serier. Sången är även den ljus, snabb och kvittrande med inledande visseltoner.

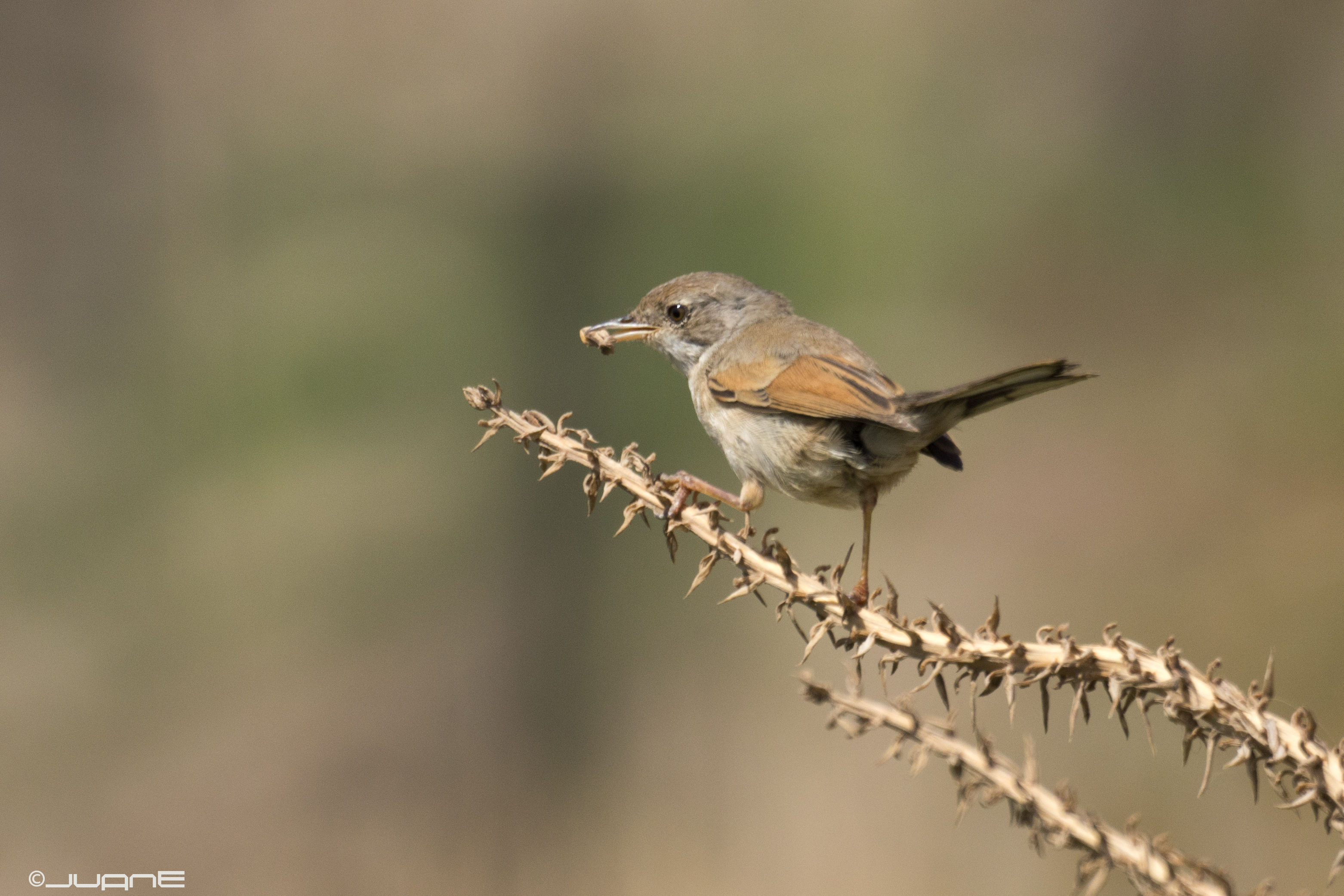
Hona glasögonsångare med mat i näbben.

## Utbredning och systematik
Glasögonsångaren förekommer i nordvästra Afrika, västra Medelhavsområdet och i ögrupperna Madeira, Kanarieöarna och Kap Verde-öarna i Atlanten. Den delas in i två underarter med följande utbredning:
- orbitalis – stannfågel på Madeira, Kanarieöarna och Kap Verde-öarna
- conspicillata – häckar i västra Medelhavsområdet och nordvästra Afrika men även på Cypern och i Levanten, övervintrar så långt söderut som Senegal och Nigeria.

I verket Handbook of Western Palearctic Birds (Shirihai & Svensson 2018) föreslås istället att den bör behandlas som monotypisk, det vill säga att den inte delas in i några underarter.
De flesta fåglar i Sydvästeuropa är flyttfåglar, medan på Malta, södra Sicilien, Cypern, i delar av Levanten och sydöstra Spanien flyttar endast en del av populationen. Även i Nordafrika är arten endast delvis flyttfågel eller gör höjdledsflyttningar.
Fågeln är en mycket sällsynt gäst norr om sitt utbredningsområde med knappt tio fynd i Storbritannien och inga i de nordiska länderna. Sommaren 2017 häckade överraskande nog ett par glasögonsångare framgångsrikt i Tyskland, i nationalparken Eifel, Nordrhein-Westfalen.

### Släktestillhörighet och släktskap
Arten placeras traditionellt i släktet Sylvia. Genetiska studier visar dock att Sylvia består av två klader som skildes åt för hela 15 miljoner år sedan, Sedan 2020 delas därför Sylvia upp i två skilda släkten, varvid glasögonsångaren förs till Curruca. Glasögonsångaren är närmast släkt med törnsångaren, på lite längre avstånd med provencesångare, sardinsk sångare och balearisk sångare.

## Ekologi
Arten återfinns oftast i mycket lågväxt buskmark i torra och varma medelhavsmiljöer, i garrigue, på saltslätter och i halvöken. Den atlantiska underarten orbitalis förekommer dock även i jordbruksområden.
Den häckar från februari till juni i större delen av utbredningsområdet, orbitalis större delen av året utom juni-juli. Båda könen hjälps åt vid bobygget, även om hanen också bygger skrytbon som sedan inte används. Det riktiga boet placeras lågt i en buske upp till 60 centimeter ovanför marken och där lägger honan tre till fem ägg.

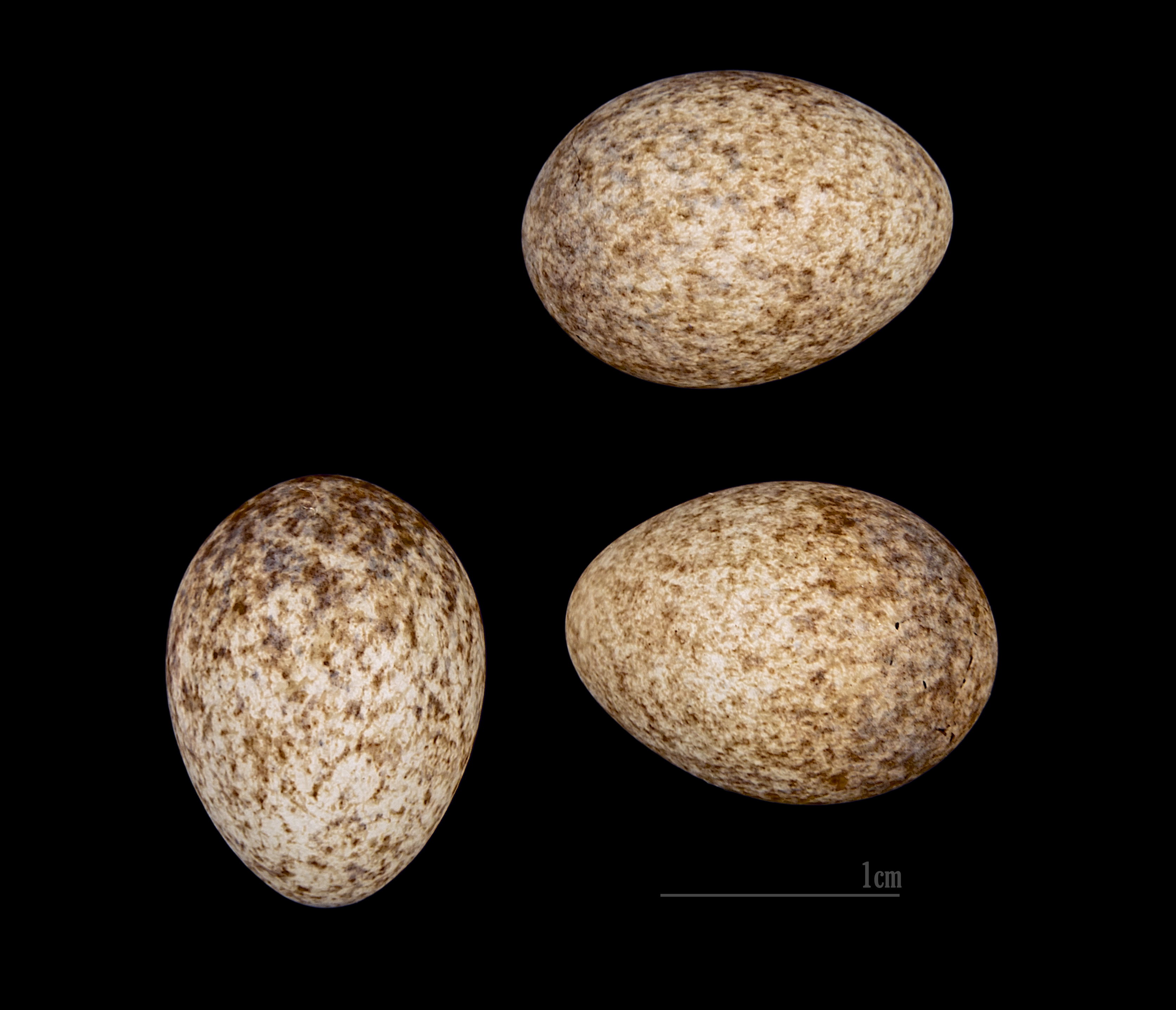
Glasögonsångarens ägg

Glasögonsångare lever huvudsakligen av små spindlar, insektslarver och insektsägg men intar också nektar och bär, framför allt utanför häckningssäsongen.

## Status
Arten har ett stort utbredningsområde med stabil populationsutveckling. Utifrån dessa kriterier kategoriserar IUCN arten som livskraftig (LC). Världspopulationer uppskattas till mellan 934 000 och 2,55 miljoner vuxna individer.
Lokala populationsnedgångar tros bero på urbanisering, avskogning och omvandling av stäpp till bevattnad jordbruksmark. Stannfågelpopulationer är också sårbara för kall vinterväderlek.

## Taxonomi och namn
Glasögonsångaren beskrevs taxonomiskt första gången 1820 av Coenraad Jacob Temminck. Dess vetenskapliga artnamnet conspicillata betyder ordagrant "plats att se från", i detta fall syftande på teckningarna kring ögonen.